# 게르트 봉크
게르트 봉크(독일어: Gerd Bonk, 1951년 8월 26일 ~ 2014년 10월 20일)는 전 동독의 역도 선수로 1970년대의 최고 최중량급 선수들 중의 하나였다.
작센 주 림바흐에서 태어난 봉크는 국제 선수권에서 여러개의 메달을 획득하였으나, 자신이 많은 주요 타이틀을 우승하지 못하게 한 바실리 알렉세예프를 대항하는 데 자신 경력의 대부분에 불행이었다.
그는 1976년과 1979년 유럽 타이틀을 우승하고, 세계 역도 선수권 대회에서는 1975년 준우승과 1978년과 1979년 3위를 하였다. 유럽 선수권에서 봉크는 2개의 은메달(1974~75)과 3개의 동메달(1972, 1978, 1980)을 추가하였다. 그는 1975년부터 1976년까지 3개의 무제한적인 세계 기록을 세웠는 데 용상에서 2개, 종합 경기에서 1개이다.
국내 선수권에서 봉크는 7개의 타이틀(1971, 1973~77, 1979)을 우승하였다. 그는 1972년 뮌헨 올림픽에서 동메달을 따고, 4년 후 몬트리올 올림픽에서 은메달을 땄다. 1980년 유럽 선수권에서 동메달을 땄어도 그는 모스크바 올림픽에 나가는 데 뽑히지 못하였다. 그러고나서 은퇴하였다.
교양 있는 자동차 정비사와 산업적 숙련공을 지내다가 이른 나이에 퇴직한 수령자가 되었으며, 경쟁적 스포츠에서 동독의 도핑 체제의 가장 유명한 위반 선수들 중의 하나로 숙고되었다.
2013년 다수의 기관 쇠퇴로 혼수 상태에 빠지다가 이듬해 튀링겐 주 그라이츠에서 사망하였다.